# ويكي ميكي
ويكي ميكي هي فرقة فتيات كورية جنوبية تأسست من قبل شركة فانتاجيو إنترتينمنت في 2017.